# Afrolaophonte renaudi
Afrolaophonte renaudi är en kräftdjursart som först beskrevs av Chappuis, Del. Deboutt. 1956.  Afrolaophonte renaudi ingår i släktet Afrolaophonte och familjen Laophontidae. Inga underarter finns listade i Catalogue of Life.